# Ingersheim, Haut-Rhin

Ingersheim este o comună în departamentul Haut-Rhin din estul Franței. În 2009 avea o populație de 4.732 de locuitori.

## Evoluția populației
| An        | 1975  | 1982  | 1990  | 1999  | 2006  | 2009  |
| --------- | ----- | ----- | ----- | ----- | ----- | ----- |
| Populație | 4.466 | 4.271 | 4.063 | 4.170 | 4.531 | 4.732 |